# Dominique Watrin (humoriste)
Pour les articles homonymes, voir Dominique Watrin (homonymie).
Dominique Watrin, né le 27 octobre 1959 à Binche (province de Hainaut), est un journaliste, humoriste, acteur, chroniqueur, et scénariste de bande dessinée belge.

## Biographie
Dominique Watrin naît le 27 octobre 1959 à Binche. Sociologue de formation, il a aussi exercé la profession de journaliste au quotidien belge Le Soir.

### Auteur jeunesse
Pour les petits dès 6 ans, il écrit une farce Ils furent heureux…, illustrée par Philippe de Kemmeter, publiée au Seuil Jeunesse en 2006. En littérature d'enfance et de jeunesse, il poursuit avec Bill Chocottes - Le héros qui avait peur édité dans la collection « Grimace » par la maison d'édition Les 400 coups en 2011. L'ouvrage est illustré par Élisabeth Eudes-Pascal, dans lequel les auteurs donnent au gentil Bill Chocottes une tête de méchant, tandis que le méchant Fred Malfrat se voit nanti d'une tête de gentil. L'ouvrage fait partie de la sélection des rédacteurs du site Ricochet. On lui doit aussi La Poupée au micro-ondes, publié aux Éditions du Basson en 2016.

### Auteur satirique
En 2011, il sort Mijn vader is groot, ou, Comment je suis devenu un con qui ne parle pas le néerlandais aux éditions Cactus Inébranlable dans lequel il s'excuse de ne pas parler néerlandais. Il publie Ma voisine Fernande et moi aux éditions La Renaissance du livre en 2015. Il donne vie à Fernande à travers ses billets radio et ses prestations sur scène. Il décrit le personnage : « Fernande résume la mentalité du terroir belge, un peu rural et un peu savoureux. Grâce à cette voisine cocasse, je dépeins une certaine Belgique haute en couleur. ». Il revient avec Les 4 Saisons de ma voisine Fernande. Adieu monde de brutes, bonjour monde d'abrutis publié par Cactus Inébranlable Éditions sort en librairie en 2022. Il publie un troisième volume mettant en scène Fernande : La Vie louche de ma voisine Fernande aux éditions bruxelloises Lamiroy en 2024,. Il enchaîne avec États d'âne d'un misogyne tonique, un recueil de 428 aphorismes, l'année suivante. 
Comme humoriste, son sketch sur le dépistage du cancer fait le buzz sur YouTube avec plus de 450 000 vues sans promotion ni publicité en 2015.
En radio, il participe à l'émission Les Enfants de chœur sur VivaCité aux côtés d'Adrien Devyver. 
En télévision, il apparaît dans la série Salle des profs diffusée sur La Une et sur Auvio en 2023.

### Scénariste de bande dessinée
En bande dessinée, il commence une collaboration comme scénariste avec le dessinateur Jacques Flamme et lance la série humoristique Monsieur Mêle-Tout dont le premier album intitulé : Monsieur Mêle-Tout re(dé)fait le monde est publié aux Éditions du Basson en 2023 (2 tomes en 2024). Il y dépeint les opinions d'un personnage qui lui ressemble. Il y aborde de nombreux thèmes ; des réseaux sociaux aux relations au sein du couple en passant par le conflit opposant les deux Corée. 

## Œuvre

### Publications
- Dominique Watrin (ill. Philippe Decressac), Pas de nouvelles, bonnes nouvelles !, Jumet, Imprimerie provinciale du Hainaut, 2001, 184 p. (ISBN 2-930336-11-0)
- Dominique Watrin, Méchanceté chronique, Bressoux, Dricot, 2003, 128 p., 21 cm (ISBN 2-87095-288-0)
- Dominique Watrin, Mijn vader is groot, ou, Comment je suis devenu un con qui ne parle pas le néerlandais[8],[19], Amougies, Cactus Inébranlable, 2011, 185 p. (ISBN 978-2-930659-01-5)
- Dominique Watrin, Grand, biesse et méchant, Renaix, Cactus Inébranlable, 2012, 149 p. (ISBN 978-2-930659-07-7)
- Dominique Watrin, Mieux vaut être belge et complexé que français et déprimé, Waterloo, La Renaissance du livre, 19 juin 2014, 125 p. (ISBN 9782507052171)
- Dominique Watrin, Ma voisine Fernande et moi[2],[9], Waterloo, La Renaissance du livre, 2015, 127 p. (ISBN 9782507053086)
- Dominique Watrin, Les 4 Saisons de ma voisine Fernande[10], Waterloo, La Renaissance du livre, 25 septembre 2018, 125 p. (ISBN 978-2507-05609-4)
- Dominique Watrin, Comme disait l'autre : petit recueil de fausses citations pour clouer le bec aux faux intellos, Amougies, Cactus Inébranlable, coll. « P'tits Cactus » (no 55), 1er septembre 2019, 81 p. (ISBN 9782390490005)
- Dominique Watrin, Adieu monde de brutes, bonjour monde d'abrutis[11],[20], Amougies, Cactus Inébranlable, 11 avril 2022, 145 p. (ISBN 9782390490630)
- Dominique Watrin, La Vie louche de ma voisine Fernande[12],[13],[21], Bruxelles, Lamiroy, 12 novembre 2024, 180 p. (ISBN 978-2-87595-937-9)
- Dominique Watrin, États d'âne d'un misogyne tonique[14], Amougies, Cactus Inébranlable, coll. « P'tits Cactus » (no 117), 5 mars 2025, 84 p. (ISBN 978-2-39049-114-9)
- Dominique Watrin, L'École, c'était mieux avant : (sauf pour les enfants qui y étaient), Charleroi, Éditions du Basson, coll. « Osons », 2025

#### Albums de bande dessinée

##### Monsieur Mêle-Tout
- 1. Monsieur Mêle-Tout re(dé)fait le monde[18],[22], Éditions du Basson, Charleroi, 2 mars 2023
Scénario : Dominique Watrin - Dessin : Jacques Flamme -  (ISBN 9782930582955)
- HS. Monsieur Mêle-Tout ne tombera pas plus bas, Éditions du Basson, Charleroi, 4 avril 2024
Scénario : Dominique Watrin - Dessin : Jacques Flamme -  (ISBN 978-2931242-087) — 20 pages de strips.

#### Littérature jeunesse
- Dominique Watrin et Philippe de Kemmeter (ill.), Ils furent heureux[4],[23]…, Paris, Seuil Jeunesse, 2 juin 2006, 22 p., ill. ; 28 cm (ISBN 2-02-088365-1)
- Dominique Watrin (ill. Élisabeth Eudes-Pascal), Bill Chocottes, le héros qui avait peur[6],[5], Montréal, Les 400 coups, coll. « Grimace », 2010, 32 p., ill. ; 29 cm (ISBN 978-2-89540-478-1)
- Dominique Watrin (ill. Astrid Genette), Que fait bébé dans le ventre de maman ?, La Hulpe, Éditions de la Tulipe, 1er février 2014, 27 p., ill. ; 21 cm (ISBN 978-2-930720-01-2)
- Dominique Watrin (ill. Florence Weiser), La Poupée au micro-ondes, Charleroi, Éditions du Basson, coll. « Grimace », 30 avril 2016, 32 p., ill. ; 23 cm (ISBN 9782930582351)

#### Écrits
- Jean-François Egueur et Dominique Watrin, « Dans l'antichambre des isoloirs communaux (XVII) », Le Soir,‎ 1er octobre 1988 (lire en ligne , consulté le 10 août 2025).
- Dominique Watrin, « L'intercommunale hospitalière du Centre en mutation », Le Soir,‎ 11 février 1989 (lire en ligne , consulté le 10 août 2025).

### Spectacles
- 1981/1982 : Les Shakespeare - Richard II, éclairages[24]
- 1982/1983 : Les Shakespeare - Richard II, éclairages
- 1983/1984 : Les Shakespeare - Richard II, éclairages
- 1984/1985 : Les Shakespeare - Richard II, éclairages
- 1992/1993 : Salade de navets, auteur - interprétation
- 1998/1999 : Les Speculoos, auteur - interprétation
- 2002/2003 : Les Nouvelles de l'espace, écriture
- 2003/2004 : Les Nouvelles de l'espace[25], écriture - interprétation
- 2003/2004 : J'aime pas les Fêtes, auteur - interprétation
- 2004/2005 : Les Nouvelles de l'espace, écriture - interprétation
- 2005/2006 : Les Nouvelles de l'espace[26], écriture - interprétation
- 2005/2006 : J'aime pas les Fêtes, auteur - interprétation
- 2005/2006 : Impro justitia, interprétation
- 2006/2007 : Impro justitia[27], interprétation
- 2006/2007 : Elliot on Ice, écriture - interprétation
- 2009/2010 : Enfin quelqu'un !, auteur - interprétation
- 2010/2011 : Les Nouvelles de l'espace, écriture - interprétation
- 2010/2011 : Enfin quelqu'un !, conception - interprétation
- 2011/2012 : Les Nouvelles de l'espace, écriture - interprétation
- 2011/2012 : Impro justitia,	interprétation (Avocat)
- 2011/2012 : Enfin quelqu'un !, auteur - interprétation
- 2012/2013 : Les Nouvelles de l'espace, écriture - interprétation
- 2012 : Impro justitia[28], de Bruno Coppens, mise en scène de Éric De Staercke, comédien dans le rôle d'un avocat.
- 2012/2013 : Enfin quelqu'un !, conception - interprétation
- 2013/2014 : Les Nouvelles de l'espace, écriture - interprétation
- 2013/2014 : Les Justiciers, interprétation
- 2013/2014 : La Justice est aveugle[24], interprétation.

### En télévision
Sauf indication contraire, les informations mentionnées dans cette section peuvent être confirmées par la base de données cinématographiques IMDb,  présente dans la section « Liens externes ».
- 2023 : Salle des profs, dans le rôle de Caramel.

### Émissions de télévision
- Dominique Watrin et sa voisine Fernande sur scène, émission Gimmick sur Antenne Centre Télévision (11 min 42 s), 3 octobre 2019.
- Tournai : Dominique Watrin présente sa voisine Fernande et ses amis sur Notélé (3 min), 28 février 2020.
- Livres : le dernier coup de griffe de Dominique Watrin, émission Dix-huit présentée par Manuela Pintus sur Antenne Centre Télévision (4 min 7 s), 22 juin 2022.
- Vœux 2024 : Dominique Watrin (humoriste), émission Si on sortait ? sur Télésambre (11 min 42 s), 8 janvier 2024.
- Si on sortait… au choix découvrir les trésors du Père Noël ou chez la voisine Fernande, émission Si on sortait ? sur Notélé (22 min 56 s), 11 décembre 2024.

### Vidéographie
- [vidéo] « ACTU-tv "Mamographie" un sketch de Dominique Watrin », sur YouTube, 26 septembre 2016
- [vidéo] « La page émotion de Dominique Watrin », sur YouTube, 7 octobre 2016
- [vidéo] « Fernande et Dominique s'en vont en tandem 1 », sur YouTube, 1er mai 2020